# العلاقات البرتغالية التركية
العلاقات البرتغالية التركية هي العلاقات الثنائية التي تجمع بين البرتغال وتركيا.

## مقارنة بين البلدين
هذه مقارنة عامة ومرجعية للدولتين:
| وجه المقارنة                                              | البرتغال                                                  | تركيا         |
| --------------------------------------------------------- | --------------------------------------------------------- | ------------- |
| المساحة (كم2)                                             | 92.21 ألف                                                 | 783.56 ألف    |
| عدد السكان (نسمة)                                         | 10.60 مليون                                               | 80.14 مليون   |
| الكثافة السكانية (ن./كم²)                                 | 114.95                                                    | 102.28        |
| العاصمة                                                   | لشبونة                                                    | أنقرة         |
| اللغة الرسمية                                             | اللغة البرتغالية، اللغة الميراندية                        | اللغة التركية |
| العملة                                                    | يورو، اسكودو برتغالي                                      | ليرة تركية    |
| الناتج المحلي الإجمالي (بليون دولار)                      | 217.57 مليار                                              | 851.10 مليار  |
| الناتج المحلي الإجمالي (تعادل القوة الشرائية) بليون دولار | 307.82 مليار                                              | 1.57 تريليون  |
| الناتج المحلي الإجمالي الاسمي للفرد دولار أمريكي          | 19.22 ألف                                                 | 9.12 ألف      |
| الناتج المحلي الإجمالي للفرد دولار أمريكي                 | 28.76 ألف                                                 | 19.79 ألف     |
| مؤشر التنمية البشرية                                      | 0.830                                                     | 0.761         |
| رمز المكالمات الدولي                                      | +351                                                      | +90           |
| رمز الإنترنت                                              | .pt                                                       | .tr           |
| المنطقة الزمنية                                           | توقيت غرب أوروبا، توقيت غرب أوروبا الصيفي، أوروبا/لشبونة ‏ | ت ع م+03:00   |

## مدن متوأمة
في ما يلي قائمة باتفاقيات التوأمة بين مدن برتغالية وتركية:
- ترتبط بورتو مع أخيسار باتفاقية توأمة منذ 1984.
- ترتبط كاشكايش مع كارشياكا باتفاقية توأمة.
- ترتبط فاطمة مع سلجوق باتفاقية توأمة.

## منظمات دولية مشتركة
يشترك البلدان في عضوية مجموعة من المنظمات الدولية، منها:
| علم المنظمة | اسم المنظمة                               | تاريخ انضمام البرتغال | تاريخ انضمام تركيا |
| ----------- | ----------------------------------------- | --------------------- | ------------------ |
|             | بنك التنمية الآسيوي                       | 2002                  | 1991               |
|             | وكالة ضمان الاستثمار متعدد الأطراف        | 6 يونيو 1988          | 3 يونيو 1988       |
|             | منظمة التعاون الاقتصادي والتنمية          | 4 أغسطس 1961          | ?                  |
|             | الأمم المتحدة                             | 14 ديسمبر 1955        | 24 أكتوبر 1945     |
|             | الوكالة الدولية للطاقة                    | ?                     | ?                  |
|             | الفريق المعني برصد الأرض                  | ?                     | ?                  |
|             | مركز تنسيق الحركة في أوروبا ‏              | ?                     | ?                  |
|             | منظمة حظر الأسلحة الكيميائية              | ?                     | ?                  |
|             | منظمة التجارة العالمية                    | ?                     | 26 مارس 1995       |
|             | منظمة الشرطة الجنائية الدولية             | ?                     | ?                  |
|             | البنك الإفريقي للتنمية                    | ?                     | ?                  |
|             | منظمة الأمن والتعاون في أوروبا            | 25 يونيو 1973         | 25 يونيو 1973      |
|             | مؤسسة التنمية الدولية                     | 29 ديسمبر 1992        | 22 ديسمبر 1960     |
|             | حلف شمال الأطلسي                          | 4 أبريل 1949          | 18 فبراير 1952     |
|             | نظام تحكم تكنولوجيا القذائف               | 1992                  | 1997               |
|             | يونسكو                                    | 11 مارس 1965          | 4 نوفمبر 1946      |
|             | مجلس أوروبا                               | ?                     | 9 أغسطس 1949       |
|             | اتحاد المدفوعات الأوروبي ‏                 | ?                     | ?                  |
|             | الاتحاد البريدي العالمي                   | ?                     | ?                  |
|             | البنك الدولي للإنشاء والتعمير             | 29 مارس 1961          | 11 مارس 1947       |
|             | اتفاقية السماوات المفتوحة                 | ?                     | ?                  |
|             | المنظمة الهيدروغرافية الدولية             | ?                     | ?                  |
|             | الاتحاد الدولي للاتصالات                  | 1866                  | 1866               |
|             | مؤسسة التمويل الدولية                     | 8 يوليو 1966          | 19 ديسمبر 1956     |
|             | المنظمة الأوروبية لسلامة الملاحة الجوية   | 1986                  | 1989               |
|             | المركز الدولي لتسوية المنازعات الاستشارية | 1 أغسطس 1984          | 2 أبريل 1989       |
|             | مجموعة أستراليا                           | 1985                  | 2000               |
|             | مجموعة الموردين النوويين                  | ?                     | ?                  |

## وصلات خارجية
- موقع وزارة الخارجية البرتغالية
- موقع وزارة الخارجية التركية